# Aloe commixta
Aloe commixta es una especie del género Aloe perteneciente a la familia Xanthorrhoeaceae. Es originaria de Sudáfrica.

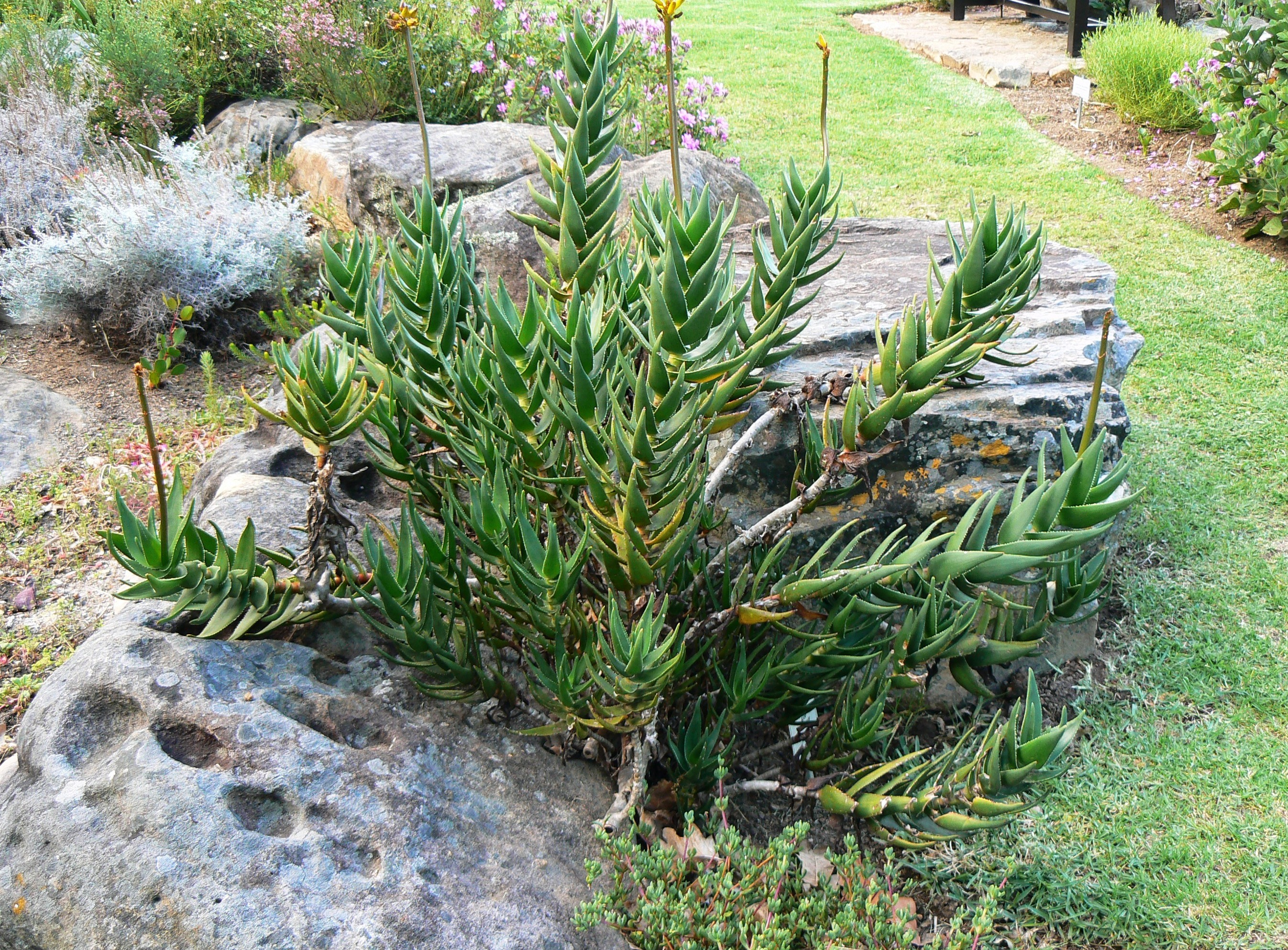
Vista de la planta

## Características
Es una planta arbustiva, que alcanza un tamaño de 1,5 m de altura, tallos con hojas en la mayoría de su longitud. Las hojas erectas, no auriculadas, 110-200 x 17-42 mm, ligeramente canalizadas, de color verde opaco. Las inflorescencias en forma de un racimo muy denso, de 15 a 30 cm de alto, con brácteas deltoides, acuminadas. Las flores amarillas a naranjas, de 28-40 mm de largo, cilíndricas.

## Distribución y hábitat

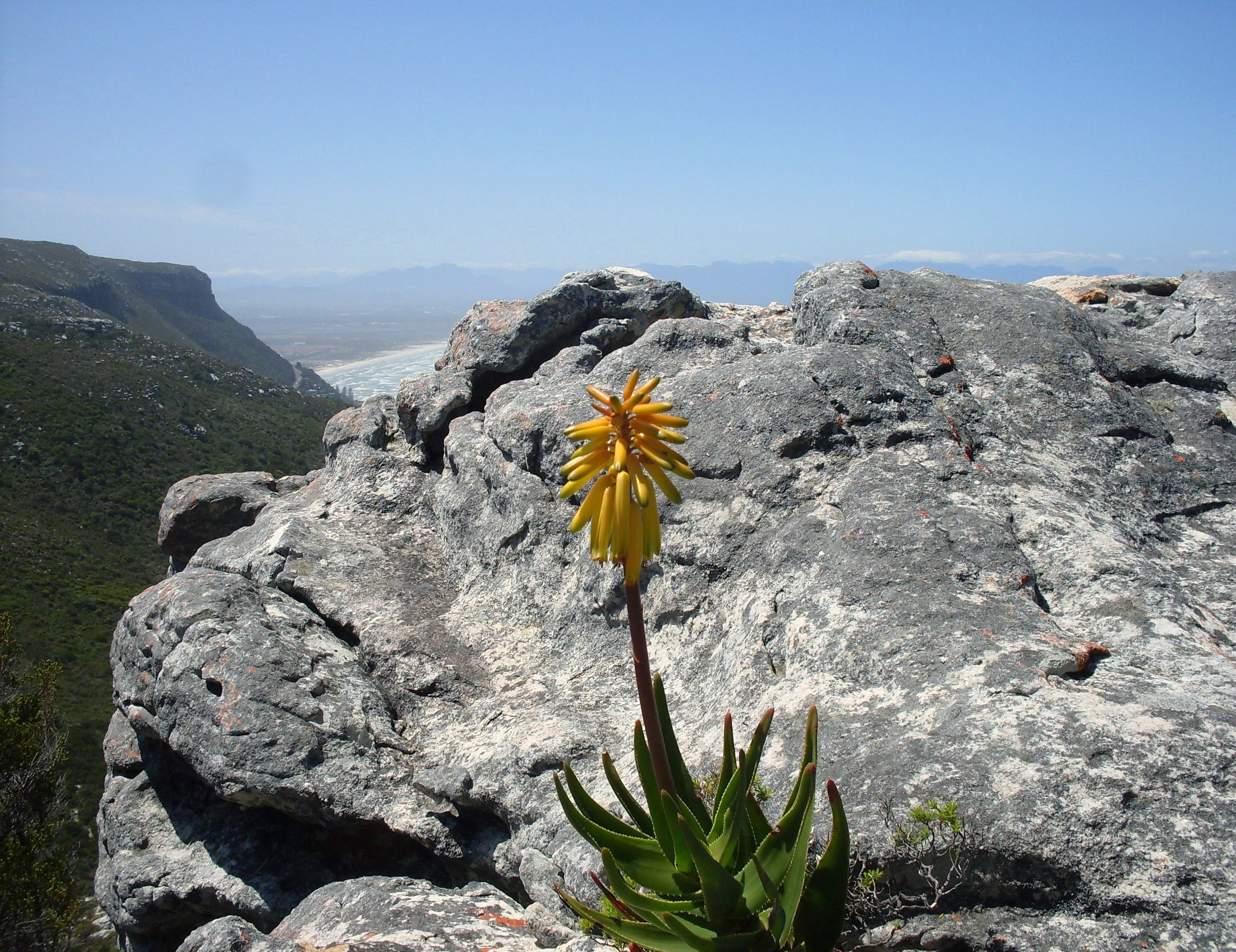
Aloe commixta, endémica de las montañas de la península de Ciudad del Cabo

Aloe commixta es una de las dos especies restringidas a la piedra arenisca de la Montaña de la Mesa en la Provincia del Cabo Occidental, que recibe lluvias de invierno muy altas, y está cerca de la zona de nieblas en verano.
Los cortos racimos de flores cambian de color a medida que envejecen, lo que la distingue de otras especies de este género. Esta es la única especie en la sección que se produce en la Península del Cabo. El hábito y las hojas de esta especie recuerdan a Aloe striatula, pero las hojas son más erguidas y las vainas foliares menos estriadas.

## Taxonomía
Aloe commixta fue descrita por A.Berger y publicado en Das Pflanzenreich IV, 38: 260, en el año 1908.
Etimología
Ver: Aloe
commixta: epíteto latino  que significa "mezclados".